# Volcán sin nombre (Ibugos)
El Volcán no identificado (Ibugos), es un volcán submarino cerca de la isla Ibugos en las Filipinas.

## Ubicación
El volcán está a 5 kilómetros de la isla de Ibugos, en el extremo sur de las Islas Batanes, en la provincia de Batanes, en la Región del Valle de Cagayán, en las Filipinas, dentro del Estrecho de Luzón entre Luzón y Taiwán.

## Características físicas
El volcán es un volcán submarino que se eleva a 24 metros (79 pies) de la superficie del mar, 3,2 kilómetros (2,0 millas) al oeste del volcán Dequey. 
Es uno de los volcanes activos en Filipinas.

## Erupciones
Las erupciones submarinas informadas en 1773, 1850 y 1854 probablemente se originaron en este volcán. No ha habido más informes desde 1854.

## Listados
El Programa Global de Vulcanismo lo cataloga como un volcán histórico sin nombre. El Instituto Filipino de Vulcanología y Sismología (PHIVOLCS) enumera 23 volcanes activos en las Filipinas, pero no ha incluido este volcán sin nombre ni ninguna actividad volcánica en esta ubicación geográfica.
Los volcanes de Filipinas son todos parte del anillo de fuego del Pacífico.